# 明征君碑
明征君碑全名“摄山栖霞寺明征君之碑”，建于唐朝上元三年（676年），是明崇俨为纪念其五世祖明僧绍向唐高宗求得的御碑，现立于江苏省南京市栖霞寺山门前西侧的碑亭内。
明僧绍是南朝名士，隐居于建康摄山（今南京市栖霞山），舍家宅创建了栖霞寺。他多次受朝廷征召而不应，世称“征君”、“隐君”。明僧绍的五世孙明崇俨是唐高宗宠臣，为纪念先祖向高宗求立此碑。高宗亲自起草碑文，高正臣行书书写，王知敬篆书碑额。明征君碑制作精美、保存完好，是中国仅存的数块唐代行书碑之一。1982年被列为江苏省文物保护单位，2001年与栖霞寺千佛崖石窟一并被列为全国重点文物保护单位。

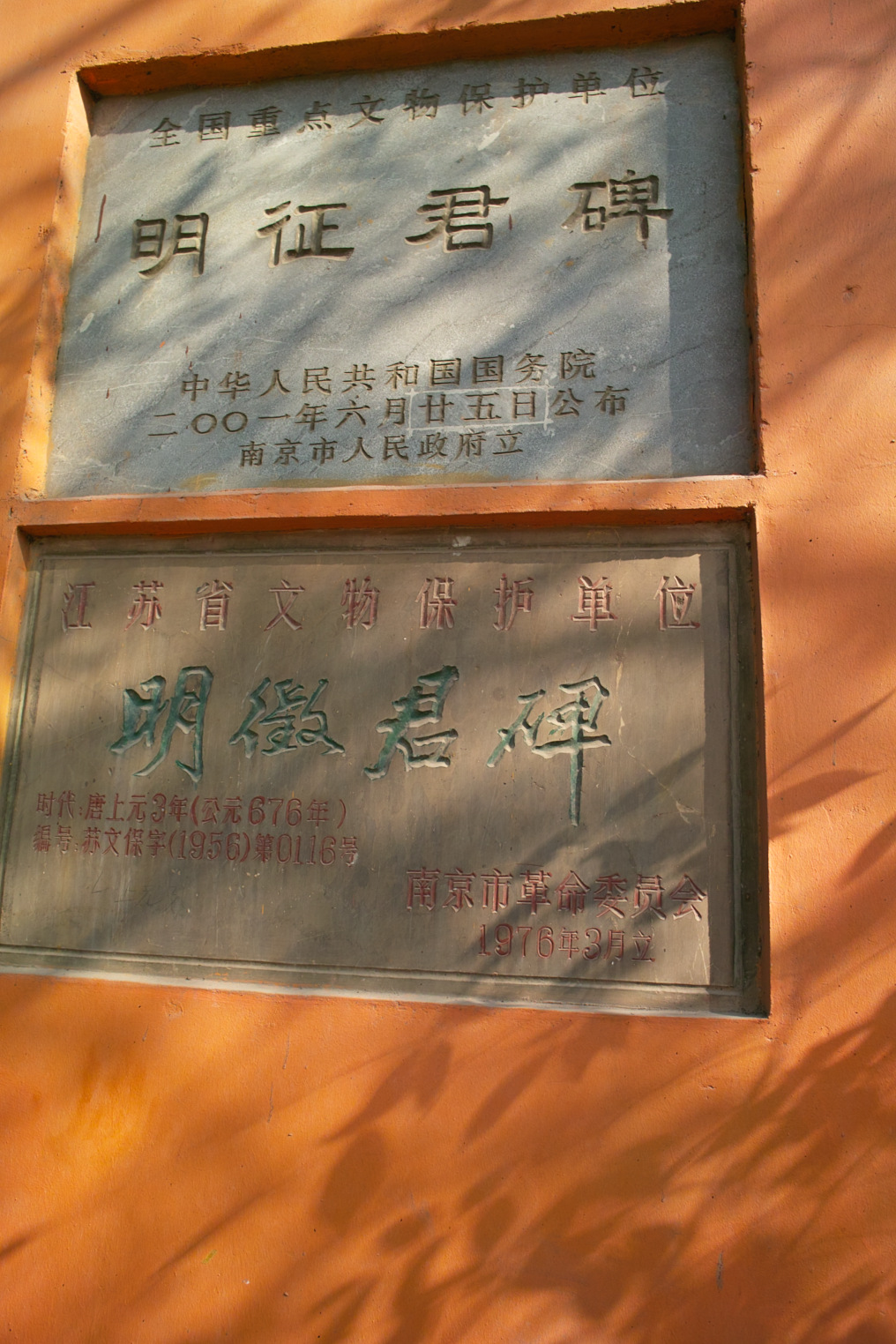